# Goldwasser
Danziger Goldwasser (zlatá voda z Danzigu, Danzig je německý název Gdaňska) je německý bylinný likér, velmi sladké chuti. Zlatá voda se jmenuje proto, že v lahvích plavou drobné zlaté destičky z dvaadvacetikarátového zlata o tloušťce 1/8000 mm. Tento likér se vyrábí z mnoha druhů koření, jako je anýz, kmín, koriandr, kardamon a další. Obsahuje 38–40 % alkoholu.